# Jan Zemánek (fotbalista)
Jan Zemánek (* 27. prosince 1948) je bývalý český fotbalista, útočník.

## Fotbalová kariéra
V československé lize hrál za Baník Ostrava. Nastoupil ve 23 ligových utkáních a dal 1 ligový gól.

## Ligová bilance
| Ročník                                   | Zápasy | Góly | Klub          |
| ---------------------------------------- | ------ | ---- | ------------- |
| 1. československá fotbalová liga 1969/70 | 3      | 0    | Baník Ostrava |
| 1. československá fotbalová liga 1970/71 | 15     | 1    | Baník Ostrava |
| 1. československá fotbalová liga 1972/73 | 1      | 0    | Baník Ostrava |
| 1. československá fotbalová liga 1973/74 | 5      | 0    | Baník Ostrava |
| CELKEM                                   | 23     | 1    |               |